# 劇団ムーンライト
劇団ムーンライトは日本の劇団。主宰は声優の野沢雅子。

## 概要
1991年旗揚げ。年に2回の本公演を行っている。

## 劇団員
- 野沢雅子 - 主宰・演出
- 春永かおる
- 明正寺光
- 大内貴弘
- 宮下道央
- 林正嗣
- 番場仁美
- 沢水志之
- 飯田あかり
- 平島崇志

## 過去に所属していた劇団員
- 村上仁美
- 今井由香
- 太田正道
- 島涼香
- 鈴木琢磨
- 新谷恵
- 仁古泰
- 早川沙希
- 水沢史絵
- 森伸
- 渡邉隼人